# Seaside Heights
Seaside Heights è un comune (borough) degli Stati Uniti d'America nella contea di Ocean, nello Stato del New Jersey. È situato nella parte centrale della penisola di Barnegat.
È una famosa località balneare che nella parte centrale dell'estate, soprattutto grazie al turismo giovanile, può raggiungere una popolazione di 65.000 abitanti.